# 水西站 (黄埔有轨电车)
水西站是黄埔有轨电车1号线的车站，位于中国广东省广州市黄埔区水西东街萝平路口西南侧。于2020年12月28日随黄埔有轨电车1号线南段通车而启用。
本站在规划阶段被称为“水西北站”，可研阶段为“水西村站”。但因水西村在车站建设前已因三旧改造而拆除，本站最终根据所在片区而命名为“水西站”。

## 车站结构
本站为地面侧式车站。
| 地面 | 侧式站台 | 侧式站台                                          | 侧式站台 | 侧式站台 |
|      | 西站台   | █黄埔有轨1号线 地铁香雪方向（下站：峻泰路）       |          |          |
|      | 东站台   | █黄埔有轨1号线 新丰路方向（下站：北师大实验学校） |          |          |
|      | 侧式站台 |                                                   |          |          |